# Alaeddine Yahia
Ne doit pas être confondu avec Anthar Yahia.
Alaeddine Yahia (arabe : علاء الدين يحيى), né le 26 septembre 1981 à Colombes, est un footballeur international tunisien qui évolue au poste de défenseur central entre 2002 et 2018.

## Biographie

### Clubs
Il joue son premier match le 13 avril 2002 : son équipe de Guingamp s'impose alors à domicile sur un score de 2-1 face aux Girondins de Bordeaux. Il est transféré durant le mercato d'hiver, le 22 décembre 2007, à l'OGC Nice où il s'était engagé pour six mois, avec une option de deux ans.
Le 1er septembre 2008, il quitte Nice pour s'engager avec le RC Lens, désormais en Ligue 2, sous forme de prêt d'un an assorti d'une option d'achat automatique en cas de remontée en Ligue 1. Le 24 septembre 2008, il dispute son premier match sous les couleurs lensoises face à Lorient en Coupe de la Ligue ; Yahia permet notamment à son équipe de ne pas encaisser de but (victoire 3-0). Dans cette même compétition, il offre la qualification en quarts de finale face à Sochaux grâce à un but de la tête dans les prolongations. Lors de l'un des matchs les plus importants de la saison, la « petite finale » face au RC Strasbourg, autre prétendant à la montée, Yahia contribue pleinement à la large victoire lensoise en marquant sur un retourné acrobatique des vingt mètres. À l'issue de la saison, la montée étant acquise, l'option d'achat est automatiquement levée et Yahia devient donc officiellement Lensois.
Lors de la saison 2009-2010, il devient titulaire et dispute 39 matchs toutes compétitions confondues, ce qui fait de lui le 3e joueur le plus utilisé par les Sang et Or. Le 16 mars 2010, le RC Lens officialise la prolongation de contrat de Yahia jusqu'en juin 2014. Il participe grandement au maintien du RC Lens en Ligue 1 ; il est même élu par les internautes lensois comme « meilleur joueur de la saison ».
Toujours titulaire indiscutable en 2010-2011, cette saison est toutefois bien plus difficile que la précédente. Lors du derby Lens-Lille au stade Félix-Bollaert comptant pour la 5e journée de Ligue 1, un arbitre de touche (Emmanuel Boisdenghien) reçoit un projectile sur la tête lancé par un supporter lensois et sera victime de vertiges.
Yahia l'accuse alors dans les médias de « mythonner » et d'avoir simulé ces vertiges, n'ayant reçu qu'une simple boulette de papier ; il n'excuse pas pour autant ce geste qu'il qualifie de « lâche ». Pour ces propos, il est convoqué par le Conseil de l'éthique de la Fédération française de football et se voit condamné à un match de suspension avec sursis ; le tribunal de Caen, saisi par l'arbitre-assistant, le condamne pour diffamation à une amende de 5 000 euros et à verser la même somme au plaignant au titre des dommages et intérêts.
À l'issue de la saison, le RC Lens est une nouvelle fois relégué en Ligue 2 ; Yahia annonce vouloir quitter le club pour continuer à jouer en Ligue 1, le club Sang et Or lui laisse la possibilité de partir, avec néanmoins une date-butoir fixée au 22 juillet 2011 qui coïncide avec le 1er match officiel de la nouvelle saison. Le 22 juin, il effectue la reprise avec le club lensois. Il est retenu dans le groupe qui participe au stage d'avant-saison et participe à trois matchs amicaux en tant que titulaire. Suivi par Valenciennes lors du mercato estival, il reste finalement au RC Lens. Il marque deux buts contre Monaco (2-2) et Amiens (2-1) qui compensent deux erreurs défensives à Clermont (0-2). À l'issue de la saison, le club artésien termine à la 12e place.
Il fait partie de l'équipe-type de Ligue 2 au terme de l'exercice 2013-2014 qui voit le RC Lens remonter en Ligue 1.
En fin de contrat avec le RC Lens, Alaeddine Yahia reste au club afin d'attendre sa prolongation de contrat, qui doit être homologuée par la Direction nationale du contrôle de gestion, qui attend l'argent prévu par l'actionnaire Hafiz Mammadov. Mais l'argent n'étant pas arrivé dans le budget du club, il décide de le quitter et s'engage libre de tout contrat avec le SM Caen. Il fait sa première apparition sous les couleurs du club normand le 28 octobre 2014 face à Clermont en Coupe de la Ligue, puis en Ligue 1 face au FC Metz le 1er novembre : il remplace Yrondu Musavu-King, blessé, à la 41e minute de jeu ; la fin du match est pénible pour lui. Alors que le score est de 2-2, il accroche Modibo Maïga à la 89e minute et concède le penalty de la victoire transformé par Florent Malouda. Par la même occasion, dès son premier match avec son nouveau club, il reçoit son premier carton rouge.
Il inscrit son premier but de la saison face à Guingamp (son ancien club) lors de la seizième journée de la Ligue 1, mais ne peut empêcher l'écrasante défaite de son équipe sur le score sans appel de 5-1. Mais, peu à peu, il gagne une place de titulaire à la suite de la blessure et de la participation à la coupe d'Afrique des nations du jeune Yrondu Musavu-King et les difficultés à s'imposer de Jean-Jacques Pierre.
Après trois saisons passées à Caen, il rejoint l'AS Nancy-Lorraine pour un contrat d'un an. Il dispute 21 matchs à l'issue desquels il n'est pas conservé par le club.
Sans club à l'issue du mercato d'été 2018, il s'entraîne avec l'équipe amateur d'Arras.
Le 11 octobre 2018, il annonce qu'il met un terme à sa carrière professionnelle, et compte se reconvertir comme agent de joueurs.

### Sélection nationale
Le 20 novembre 2002, Yahia dispute son premier match avec la Tunisie, face à l'Égypte (match nul 0-0).
Alaeddine Yahia est appelé pour disputer la Coupe d'Afrique des nations 2004, et joue un match lors de cette compétition.
Il est sélectionné par Roger Lemerre dans la liste des 23 Tunisiens participant à la coupe du monde 2006. Durant la compétition, il dispute une rencontre, celle face à l'Espagne où il entre en jeu à la 57e minute de jeu.
Le 30 octobre 2008, il est exclu du groupe tunisien avec Saber Ben Frej, en raison d'un « comportement blâmable ». Toutefois, le problème serait dû au refus du sélectionneur de le laisser repartir en club, ne faisant pas partie des plans du coach pour le match amical opposant son pays à la France.
Présélectionné pour la CAN 2015 par le sélectionneur Georges Leekens, il décline cette sélection, préférant se consacrer exclusivement à son club, le SM Caen, alors en difficulté en Ligue 1.

## Statistiques
| Saison                | Club                    | Championnat           | Championnat | Championnat | Coupe nationale | Coupe nationale | Coupe de la Ligue | Coupe de la Ligue | Compétition(s) continentale(s) | Compétition(s) continentale(s) | Compétition(s) continentale(s) | Tunisie | Tunisie | Total | Total |
| Saison                | Club                    | Division              | M.          | B.          | M.              | B.              | M.                | B.                | Comp.                          | M.                             | B.                             | M.      | B.      | M.    | B.    |
| 2000-2001             | CS Louhans-Cuiseaux     | National              | 4           | 0           | -               | -               | -                 | -                 | -                              | -                              | -                              | -       | -       | 4     | 0     |
| Sous-total            | Sous-total              | Sous-total            | 4           | 0           | -               | -               | -                 | -                 | -                              | -                              | -                              | -       | -       | 4     | 0     |
| 2001-2002             | EA Guingamp             | Division 1            | 3           | 0           | -               | -               | -                 | -                 | -                              | -                              | -                              | -       | -       | 3     | 0     |
| 2002-2003             | EA Guingamp             | Ligue 1               | 19          | 0           | 1               | 0               | -                 | -                 | -                              | -                              | -                              | 3       | 0       | 23    | 0     |
| 2003-2004             | EA Guingamp             | Ligue 1               | 14          | 1           | 1               | 0               | -                 | -                 | CI                             | 1                              | 0                              | 5       | 0       | 21    | 1     |
| 2004-2005             | EA Guingamp             | Ligue 2               | 1           | 0           | -               | -               | -                 | -                 | -                              | -                              | -                              | -       | -       | 1     | 0     |
| Sous-total            | Sous-total              | Sous-total            | 37          | 1           | 2               | 0               | -                 | -                 | -                              | 1                              | 0                              | 8       | 0       | 48    | 1     |
| 2004-2005             | Southampton FC          | Premier League        | -           | -           | -               | -               | -                 | -                 | -                              | -                              | -                              | 1       | 0       | 1     | 0     |
| Sous-total            | Sous-total              | Sous-total            | -           | -           | -               | -               | -                 | -                 | -                              | -                              | -                              | 1       | 0       | 1     | 0     |
| 2004-2005             | AS Saint-Étienne (prêt) | Ligue 1               | 7           | 0           | -               | -               | -                 | -                 | -                              | -                              | -                              | 1       | 0       | 8     | 0     |
| 2005-2006             | AS Saint-Étienne        | Ligue 1               | 10          | 0           | 1               | 0               | 1                 | 0                 | CI                             | 4                              | 0                              | 4       | 0       | 20    | 0     |
| Sous-total            | Sous-total              | Sous-total            | 17          | 0           | 1               | 0               | 1                 | 0                 | -                              | 4                              | 0                              | 5       | 0       | 28    | 0     |
| 2006-2007             | CS Sedan Ardennes       | Ligue 1               | 12          | 0           | -               | -               | -                 | -                 | -                              | -                              | -                              | 1       | 0       | 13    | 0     |
| 2007-2008             | CS Sedan Ardennes       | Ligue 2               | 8           | 0           | 1               | 0               | 1                 | 0                 | -                              | -                              | -                              | 3       | 1       | 13    | 1     |
| Sous-total            | Sous-total              | Sous-total            | 20          | 0           | 1               | 0               | 1                 | 0                 | -                              | -                              | -                              | 4       | 1       | 26    | 1     |
| 2007-2008             | OGC Nice                | Ligue 1               | 7           | 0           | 1               | 0               | -                 | -                 | -                              | -                              | -                              | -       | -       | 8     | 0     |
| 2008-2009             | OGC Nice                | Ligue 1               | 2           | 1           | -               | -               | -                 | -                 | -                              | -                              | -                              | -       | -       | 2     | 1     |
| Sous-total            | Sous-total              | Sous-total            | 9           | 1           | 1               | 0               | -                 | -                 | -                              | -                              | -                              | -       | -       | 10    | 1     |
| 2008-2009             | RC Lens (prêt)          | Ligue 2               | 23          | 3           | -               | -               | 2                 | 1                 | -                              | -                              | -                              | -       | -       | 25    | 4     |
| 2009-2010             | RC Lens                 | Ligue 1               | 34          | 0           | 4               | 1               | 1                 | 0                 | -                              | -                              | -                              | -       | -       | 39    | 1     |
| 2010-2011             | RC Lens                 | Ligue 1               | 34          | 3           | 1               | 0               | 1                 | 0                 | -                              | -                              | -                              | 3       | 0       | 39    | 3     |
| 2011-2012             | RC Lens                 | Ligue 2               | 33          | 3           | 1               | 1               | 4                 | 0                 | -                              | -                              | -                              | -       | -       | 38    | 4     |
| 2012-2013             | RC Lens                 | Ligue 2               | 31          | 4           | 5               | 1               | 1                 | 1                 | -                              | -                              | -                              | -       | -       | 37    | 6     |
| 2013-2014             | RC Lens                 | Ligue 2               | 22          | 1           | 4               | 1               | -                 | -                 | -                              | -                              | -                              | 2       | 0       | 28    | 2     |
| Sous-total            | Sous-total              | Sous-total            | 177         | 14          | 15              | 4               | 9                 | 2                 | -                              | -                              | -                              | 5       | 0       | 206   | 20    |
| 2014-2015             | SM Caen                 | Ligue 1               | 18          | 2           | -               | -               | 2                 | 0                 | -                              | -                              | -                              | -       | -       | 20    | 2     |
| 2015-2016             | SM Caen                 | Ligue 1               | 26          | 1           | 1               | 0               | -                 | -                 | -                              | -                              | -                              | -       | -       | 27    | 1     |
| 2016-2017             | SM Caen                 | Ligue 1               | 31          | 1           | 1               | 0               | -                 | -                 | -                              | -                              | -                              | -       | -       | 32    | 1     |
| Sous-total            | Sous-total              | Sous-total            | 75          | 4           | 2               | 0               | 2                 | 0                 | -                              | -                              | -                              | -       | -       | 79    | 4     |
| 2017-2018             | AS Nancy-Lorraine       | Ligue 2               | 20          | 0           | 1               | 0               | -                 | -                 | -                              | -                              | -                              | -       | -       | 21    | 0     |
| Sous-total            | Sous-total              | Sous-total            | 20          | 0           | 1               | 0               | -                 | -                 | -                              | -                              | -                              | -       | -       | 21    | 0     |
| Total sur la carrière | Total sur la carrière   | Total sur la carrière | 365         | 20          | 23              | 4               | 13                | 2                 | -                              | 5                              | 0                              | 23      | 1       | 429   | 27    |

## Palmarès
- Vainqueur de la Coupe d'Afrique des nations 2004 avec la Tunisie.
- Champion de France de Ligue 2 en 2009 avec le Racing Club de Lens.